# Zuid-Polsbroek
 Zuid-Polsbroek was een hoge heerlijkheid, onder beheer van de Staten van Holland, ten zuidwesten van Utrecht.
Het gebied besloeg ongeveer de oppervlakte van de huidige deelgemeente Polsbroek in de Utrechtse gemeente Lopik. De heerlijkheid was mogelijk oorspronkelijk een Hollands leen, maar dit is niet zeker.

## Ligging
De heerlijkheid grensde in het oosten en zuiden aan heerlijkheid Lopik, in het noorden en oosten aan de baronie IJsselstein, in het westen aan het graafschap Holland.

## Geschiedenis
Al in de eerste helft van de 12e eeuw werd Polsbroek als Pulzabruch genoemd, en de eerste heren van Polsbroek waren de heren van Arkel. In 1155 wordt Pulsebroch genoemd in een oorkonde van bisschop Herman van Horne.
Het gebied werd door de 13e eeuw bestuurd door de heren van Arkel. Op 16 juni 1299 schonk graaf Jan I van Holland de heerlijkheden Benschop en Polsbroek en het huis te IJsselstein aan Wolfert I van Borselen. Daarna werd de heerlijkheid achtereenvolgens bestuurd door de heren en vrouwen uit de geslachten Woerden van Vliet (tot 1423) en de Heren van Montfoort (1423-1481/82).
In 1481 moesten de pro-Hoekse heren van Montfoort Zuid-Polsbroek van de hand doen. Hun opvolgers waren de Heren van Bergen uit het Huis van Glymes (vanaf 1481/82). Maria van Bergen huwde met Lodewijk van Ligne en overgaf Zuid-Polsbroek aan haar zoon Jan van Ligne. Vanaf 1566 bezat het Huis Ligne en vanaf 1568 het Huis Arenberg-Ligne Zuid-Polsbroek. Na allerlei transacties kwam deze heerlijkheid in 1610 in bezit van de Amsterdamse regentengeslacht De Graeff. In 1870 werd Zuid-Polsbroek aan Dirk de Jongh verkocht.
Of Zuid-Polsbroek in 1610 een Hollands leen was wist niemand meer. Voor de gronden en huizen binnen deze heerlijkheid werden in de 18e eeuw de verpondingen niet zoals in de baronie van IJsselstein ten behoeve van de Unie, maar aan Holland betaald.
Na de oprichting van de Bataafse Republiek in 1795 werden alle heerlijkheden opgeheven. Zuid-Polsbroek kwam in 1798 bij het Departement van de Rijn, in 1802 bij het Departement Utrecht.
Zuid-Polsbroek werd in 1812 onderdeel van de gemeente Polsbroek in de provincie Utrecht. In 1814 kwam Zuid-Polsbroek samen met nog een aantal plaatsen in de gemeente Polsbroek (Cabauw, Vliet, Vlist en Zevender) in de provincie Zuid-Holland te liggen, waardoor de gemeente Polsbroek in twee provincies tegelijk lag. Deze situatie duurde tot 1817, toen Zuid-Polsbroek een zelfstandige gemeente werd in de provincie Zuid-Holland. In 1821 werd Zuid-Polsbroek toegevoegd aan aan de provincie Utrecht.
Na de oprichting van het Verenigd Koninkrijk der Nederlanden werden de heerlijke rechten ten dele hersteld. Tot de afschaffing van de heerlijke rechten is Zuid-Polsbroek een allodiale en zogenoemde hoge heerlijkheid (dat wil zeggen: een heerlijkheid waar de heer ook rechtsprekende macht had) gebleven. Het jaar 1923 markeert formeel het einde van de Nederlandse heerlijkheden, omdat in dat jaar door de Jachtwet de laatste zakelijke rechten, voortgekomen uit het fenomeen 'heerlijkheid', werden afgeschaft.

## Heren van Zuid-Polsbroek

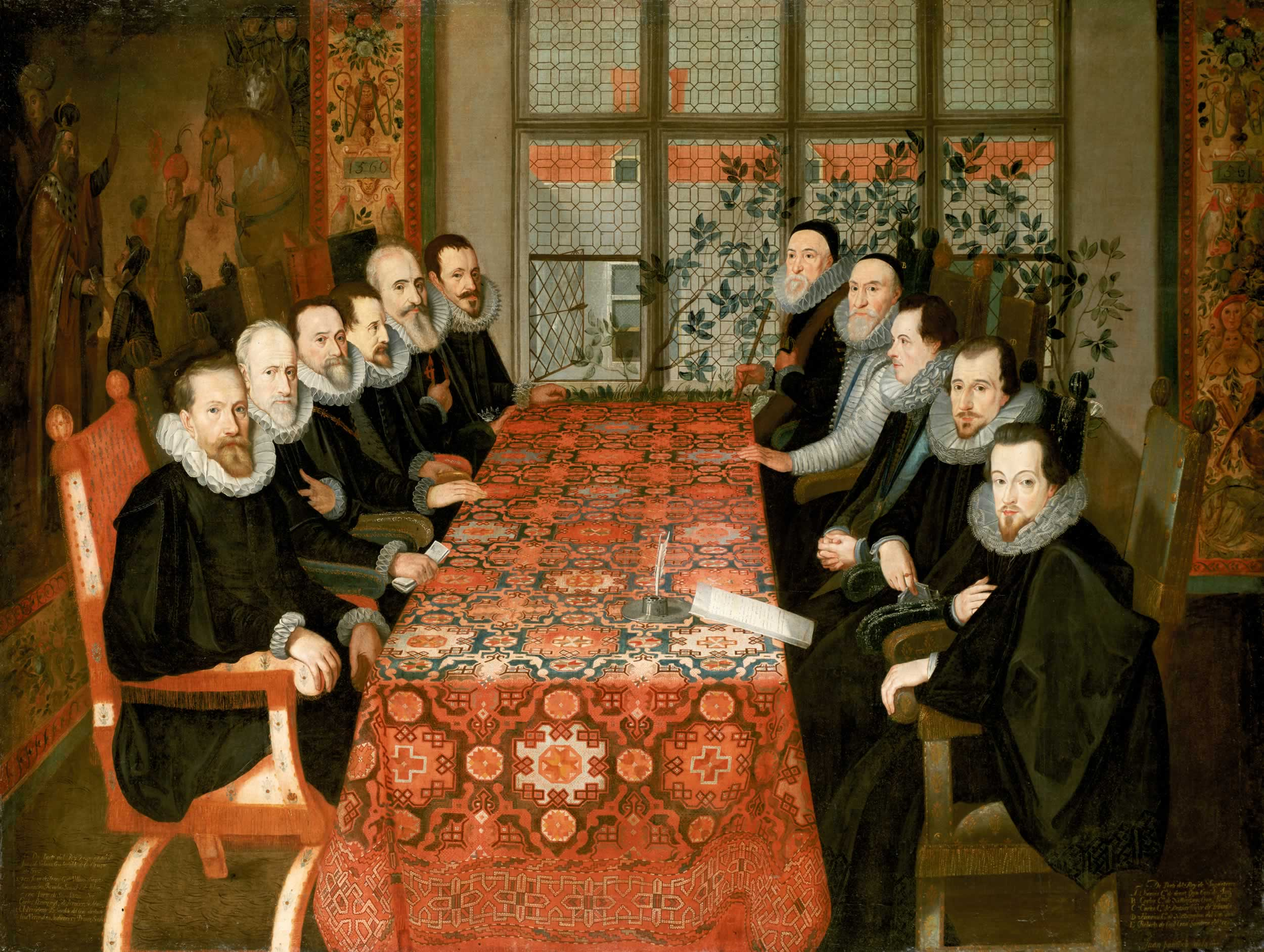
Karel van Arenberg (derde persoon van links)

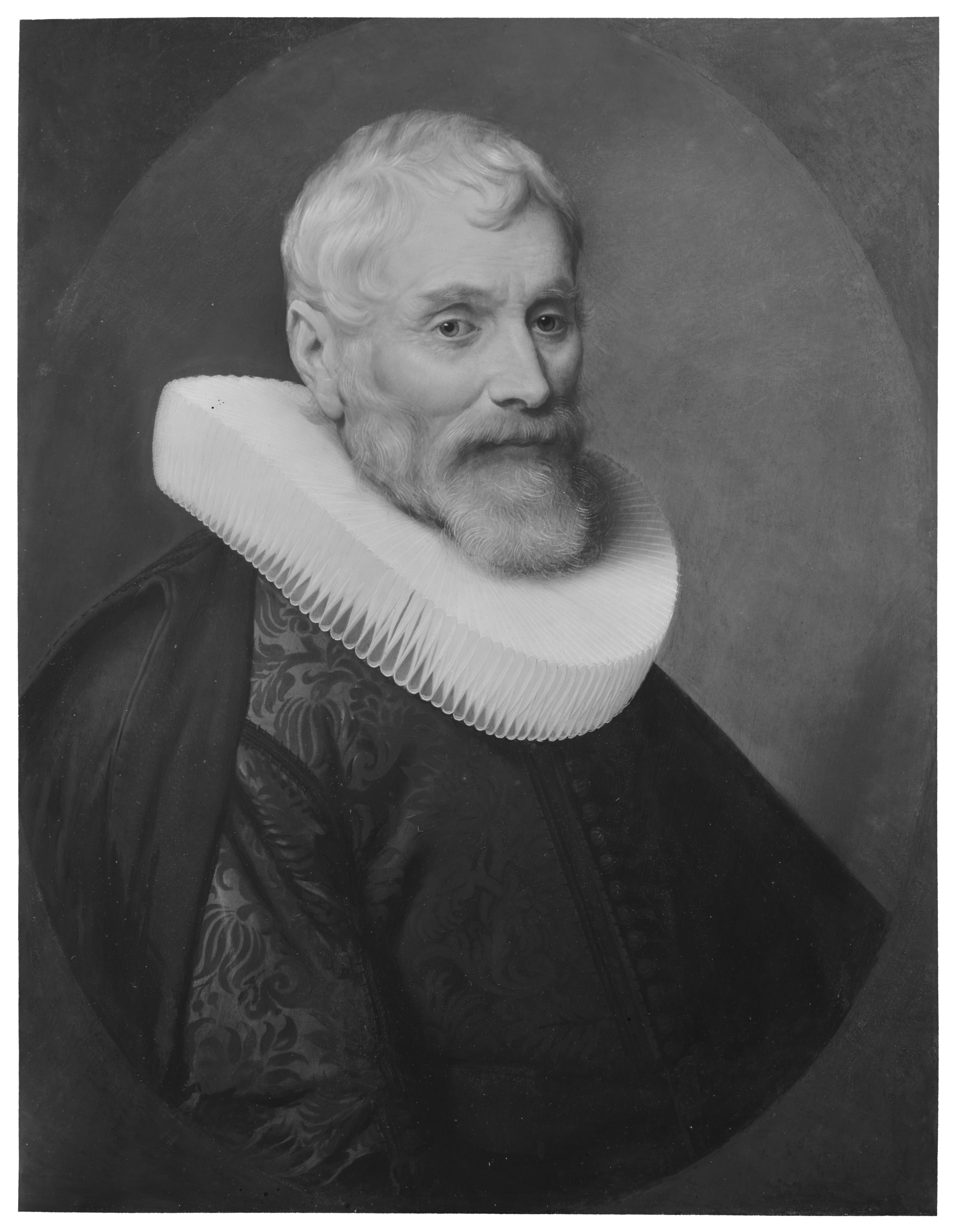
Jacob Dircksz de Graeff

| periode       | naam heer of vrouwe                       |
| ------------- | ----------------------------------------- |
| 1299          | Wolfert I van Borselen                    |
|               | Gerard van Vliet                          |
| 1404 -1423    | Jan van Woerden van Vliet                 |
| 1423-1448     | Jan II van Montfoort                      |
| 1448-1459     | Hendrik IV van Montfoort                  |
| 1459-1481/82  | Jan III van Montfoort                     |
| 1482          | Michiel van Bergen                        |
| 1482-1509     | Cornelis van Glymes van Bergen            |
| 1509-1533     | Maximilian van Glymes van Bergen          |
| 1533-1566     | Maria van Bergen                          |
| 1566-1568     | Lodewijk van Ligne                        |
| 1568          | Jan van Ligne                             |
| 1568-1610     | Karel van Arenberg                        |
| 1610-1636     | Jacob Dircksz de Graeff                   |
| 1636-1664     | Cornelis de Graeff                        |
| 1664-1707     | Pieter de Graeff                          |
| 1707-1714     | Johan de Graeff                           |
| 1714-1752     | Gerrit de Graeff (I) van Zuid-Polsbroek   |
| 1752-1811     | Gerrit de Graeff (II) van Zuid-Polsbroek  |
| 1811-1814     | Gerrit de Graeff (III) van Zuid-Polsbroek |
| 1814-1870     | Gerrit de Graeff (IV) van Zuid-Polsbroek  |
| 1870-1914 (?) | Dirk de Jongh                             |